# Nikolai Feofanowitsch Jakowlew
Nikolai Feofanowitsch Jakowlew (russisch Никола́й Феофа́нович Я́ковлев, geboren am 9./21. Mai 1892 in Bulgurin in der heutigen Oblast Wolgograd; gestorben am 30. Dezember 1974 in Moskau) war ein russischer und sowjetischer Sprachwissenschaftler.

## Biografie
1916 schloss Jakowlew sein Studium unter F. F. Fortunatow an der Moskauer Universität ab. Von 1917 bis 1919 beteiligte er sich an revolutionären Aktivitäten. 1919 kehrte er zur Wissenschaft zurück und leitete ab 1920 Expeditionen zur Erforschung der Sprachen und Kulturen des Nordkaukasus. Im Jahr 1924 gründete er das Komitee zur Erforschung der Sprachen und Kulturen des Nordkaukasus bei einer Abteilung des Volkskommissariats für Bildung, die nach einer Reihe von Umstrukturierungen in den 1930er Jahren zum Institut für Sprachen und Schriften der Völker der UdSSR wurde, wo Jakowlew die Abteilung für kaukasische Sprachen leitete. Gleichzeitig war er Leiter der Technografischen Kommission des Allunionszentralkomitees für das neue Alphabet, die bis 1937 bestand. Während des Zweiten Weltkrieges und in den ersten Nachkriegsjahren war Jakowlew Professor am Moskauer Institut für Orientalistik sowie am Militärischen Institut für Fremdsprachen und arbeitete in der Moskauer Abteilung des Instituts für Sprache und Denken der Akademie der Wissenschaften der UdSSR. In der Zeit nach der Kritik I. W. Stalins an N. J. Marr wurde Jakowlew, obwohl er nur in einigen Fragen vom Marrismus beeinflusst war, 1951 als »nicht entwaffneter Marrist« von allen seinen Arbeitsplätzen entlassen, erkrankte kurz darauf und zog sich aus der Wissenschaft zurück. Er starb 1974 in Moskau.

## Bedeutung
Jakowlew war ein bekannter Experte für allgemeine und kaukasische Sprachwissenschaft.
Zusammen mit N. S. Trubetzkoy und R. O. Jakobson war er Begründer der strukturellen Phonologie und schlug als Gegengewicht zum psychologischen Konzept der Phoneme von I. A. Baudouin de Courtenay und dem frühen L. W. Schtscherba einen Ansatz vor, bei dem Phoneme als minimale Lauteinheiten zur Unterscheidung von Bedeutungen definiert sind (Таблица фонетики кабарданского языка, 1923).
Jakowlew war wissenschaftlicher Leiter bei der Erstellung zahlreiche Alphabete für die Sprachen der Völker der UdSSR, die bis dahin nicht verschriftet gewesen waren, und bereitete ein nicht realisiertes Projekt zur Latinisierung der russischen Sprache vor. Bei der Erstellung der Alphabete verwendete er Ideen der theoretischen Phonologie (Математическая формула построения алфавита, 1923).
Er war Autor grundlegender Grammatiken der adygeischen (1941, zusammen mit D. Ashkhamaf), der kabardinischen (1948) und der tschetschenischen Sprache (1940–1960); seine Grammatiken der inguschetischen und der abchasischen Sprache blieben unveröffentlicht. Sein wichtigstes theoretisches Werk, das er in den 1920er Jahren verfasste, wurde ebenfalls nicht veröffentlicht und ist offenbar nicht erhalten.

## Werke (Auswahl)
- Языки и народы Кавказа. Краткий обзор и классификация. Tiflis, o. J.
- Грамматика адыгейского литературного языка. Moskau/Leningrad, 1941.
- (mit В.К. Никольский): Как возникла человеческая речь. Moskau, 1949.
- Морфология чеченского языка. Grosny, 1960.